# Перегрупування Вольфа
Перегрупування Вольфа (рос. перегруппировка Вольфа, англ. Wolff rearrangement (of diazoketones)) — перегрупування діазокетонів у кетени при нагріванні з каталізаторами (приміром, Cu, Ag2O, Pt, Ni Ренея, R3N), причому оптично активні кетони перегруповуються зі збереженням конфігурації:

## Дивю також
- Людвіг Вольф (хімік)